# El pueblo unido jamás será vencido
"El pueblo unido jamás será vencido" er en sang, som Sergio Ortega skrev i 1973, og som blev pladeindspillet af folkemusikgruppen Quilapayún. Et par måneder senere, 11. september, kom det CIA-støttede militærkup, som væltede Chiles demokratisk valgte præsident Salvador Allendes regering.
Kuppet og det efterfølgende militærdiktatur, ledet af Augusto Pinochet, var stærkt medvirkende til at give sangen en særlig status over store dele af verden som kamp- og protestsang.
En dansk oversættelse ved Michael Erichsen på baggrund af Fria Proteaterns svenske oversættelse findes.